# Voo VASP 280
O Voo VASP 280 foi um voo da companhia VASP, que acabou sofrendo um sequestro e roubo ocorrido em 16 de agosto de 2000, e levado a cabo por Marcelo Moacir Borelli e mais quatro comparsas, com objetivo de roubar malotes de dinheiro pertencentes ao Banco do Brasil, e que estavam no bagageiro da aeronave sob custódia da empresa de transporte de valores TGV.
O voo, realizado por uma aeronave Boeing 737-200, partiu de Foz de Iguaçu rumo à São Luís do Maranhão e faria escalas em Curitiba, Rio de Janeiro e Brasília. Na fase inicial do voo, entre Foz e Curitiba, o avião foi sequestrado e desviado para Porecatu, cidade paranaense localizada no Norte do estado, na divisa com o estado de São Paulo. Após pousar no Aeroporto de Porecatu, os assaltantes colocaram os malotes de dinheiro, contendo cerca de cinco milhões de reais, segundo testemunhas, em duas caminhonetes Ford Ranger, com cúmplices que os aguardavam no aeroporto, e fugiram sem deixar pistas. Na sequência, a aeronave decolou em direção à Londrina, situada a cerca de 90 km, onde foi periciada e os passageiros remanejados para seus destinos. Cerca de 30 passageiros eram turistas estrangeiros, retornando de visita às Cataratas do Iguaçu e à Usina Hidrelétrica de Itaipu.
Marcelo Borelli e outros assaltantes acabaram sendo presos posteriormente, mas o dinheiro não foi recuperado. Borelli morreu de AIDS em 11 de janeiro de 2007, quando cumpria pena de 177 anos de prisão na Penitenciária de Piraquara, Região Metropolitana de Curitiba. 
A aeronave Boeing 737-200, matrícula PP-SMG, após a falência da VASP, foi desmanchada em 18 de Outubro de 2011, após ter ficado muitos anos inativa no Aeroporto de Congonhas, na cidade de São Paulo, tendo sido vendida como sucata.